# Radicaal 131
Radicaal 131 is een van de 29 van de 214 Kangxi-radicalen dat bestaat uit zes strepen.
In het Kangxi-woordenboek zijn er 16 karakters die dit radicaal gebruiken.

## Karakters met het radicaal 131
| Strepen | Karakter |
| ------- | -------- |
| + 0     | 臣       |
| + 2     | 臤 臥    |
| + 6     | 臦       |
| + 8     | 臧       |
| + 11    | 臨 臩    |

Orakelbotkarakter
Bronskarakter
Klein zegelkarakter